# ۸۲ دلو
۸۲ دلو یک ستاره است که در صورت فلکی دلو قرار دارد.